# Elisabet Reinsalu
Elisabet Reinsalu (født Elisabet Tamm, 26. april 1976 i Tallinn (dengang Estiske SSR, Sovjetunionen) er en estisk skuespiller.